# 율리안 쉬버
율리안 쉬버(Julian Schieber, 1989년 2월 13일, 바덴뷔르템베르크 주 바크낭 ~)는 독일의 전 축구 선수로, 과거 스트라이커로 활약했다.

## 클럽 경력

### VfB 슈투트가르트
그는 2008년 12월 6일, 에네르기 콧부스와의 분데스리가 경기에서 데뷔하였다. 2009년 1월 21일, 그는 2011년 여름까지 VfB 슈투트가르트와 연장 계약을 체결하였다.
2009년 2월, 쉬버는 2009년 8월 15일, FC 제니트 상트페테르부르크와의 UEFA 컵 경기에서 첫 유럽대항전을 경험하였다. 2009년 8월 15일, 그는 SC 프라이부르크와의 바덴뷔르템베르크 주 더비에서 첫골을 기록하였고, 경기는 4-2 승리로 종료되었다. 그는 2009년 9월 26일, 3-0으로 승리한 아인트라흐트 프랑크푸르트 원정에서 두 골을 기록하였다.
2010년 7월, 그는 1시즌동안 1. FC 뉘른베르크로 임대되었다.

### 보루시아 도르트문트
2012-13 시즌을 앞두고, 쉬버는 보루시아 도르트문트로 이적하였다.

## 국가대표 경력
쉬버는 2009년 9월 4일, 독일 U-21 대표팀에 차출되어, 산마리노와의 경기에 출장하여 2골을 기록 (최종 결과 6-0) 하였다.

## 수상

### 클럽
보루시아 도르트문트
- UEFA 챔피언스리그

준우승: 2012–13
- 독일 슈퍼컵

우승: 2013